# Aleksandrovo (Nova Crnja, Srbija)
Aleksandrovo (ćir.:  Александрово, mađ.: Bozítópuszta) je naselje u Banatu, u Vojvodini, u sastavu općine Nova Crnja.

## Stanovništvo
Prema popisu stanovništva iz 2002. godine u naselju Aleksandrovo živi 2.665 stanovnika, od čega 2.063 punoljetna stanovnika s prosječnom starosti od 40,5 godina (38,8 kod muškaraca i 42,2 kod žena). U naselju ima 917 kućanstava, a prosječan broj članova po domaćinstvu je 2,91.
Prema popisu iz 1991. godine u naselju je živjelo 2.902 stanovnika.
| Etnički sastav 2002. |            |        |
| Narod                | Stanovnika | %      |
| Srbi                 | 2.435      | 91,36% |
| Romi                 | 111        | 4,16%  |
| Mađari               | 34         | 1,27%  |
| Jugoslaveni          | 13         | 0,48%  |
| Makedonci            | 8          | 0,30%  |
| Hrvati               | 5          | 0,18%  |
| Albanci              | 2          | 0,07%  |
| Nijemci              | 2          | 0,07%  |
| Rumunji              | 2          | 0,07%  |
| Muslimani            | 2          | 0,07%  |
| Česi                 | 1          | 0,03%  |
| Ukrajinci            | 1          | 0,03%  |
| nepoznato            | 29         | 1,08%  |

| broj stanovnika | 4564  | 4615  | 4034  | 3406  | 3061  | 2902  | 2665  |
|                 | 1948. | 1953. | 1961. | 1971. | 1981. | 1991. | 2002. |

## Vanjske poveznice
- Karte, udaljenosti i vremenska prognoza
- Satelitski snimak naselja